# 샴푸

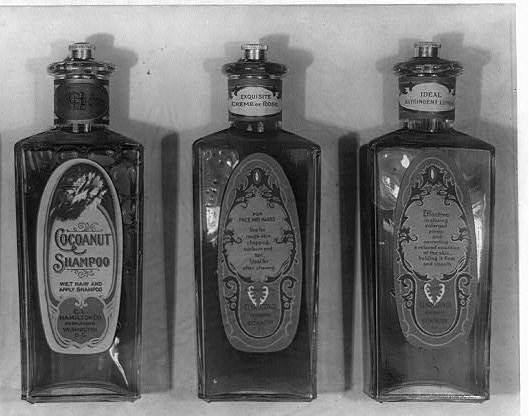
20세기 초반에 샴푸의 병 로션.

샴푸(영어: shampoo, 문화어: 머리비누)는 머리카락과 두피를 깨끗이 하는 것으로, 기름의 작은 방울로서 세제의 일종이다. 액체 속에 분산되어 혼합되어 있으며 거품을 일으킨 다음 물로 씻어 내린다. 머리를 감을 때에는 작은 거품이 마찰을 줄여 머리카락끼리의 마찰을 막고 단백질과 지방을 분해하는 물질이 염기성인 수산화나트륨과 중성을 이루어 손상을 막는다. 참고로, 고체 비누 형태의 샴푸바(shampoo bar)도 출시되고 있다.

## 역사

### 인도
16세기 인도에서 개발하였는데, 비누베리의 추출물은 페나카(फेनक)라고 불렸고 모발을 부드럽고, 윤기있게 만들었다. 1927년에 베를린에서 독일의 발명가 한스 슈바르츠코프(Hans Schwarzkopf)가 발명했고, 이후 유럽에서 판매되는 샴푸 브랜드를 만들었다. 1930년대에 들어서 비누 대신 합성 계면활성제를 첨가한 최초의 샴푸가 미국의 프록터앤드갬블에서 출시되었다.

### 유럽
인도 출신의 여행가이자 외과 의사, 그리고 사업가였던 세이크 딘 마호메드(Sake Dean Mahomed)는 영국에 샴푸 또는 "샴푸잉" 개념을 소개한 인물로 알려져 있다. 1814년 그는 아일랜드 출신의 아내 제인 데일리(Jane Daly)와 함께 브라이튼(Brighton)에 최초의 상업적 "샴푸잉" 증기 마사지 욕탕을 개설하였다. 그는 이 치료법을 지역 신문에서 "인도식 약용 증기 목욕(일종의 터키식 목욕법)으로, 류머티즘, 마비, 통풍, 뻣뻣한 관절, 오래된 염좌, 절름발이, 관절통 등을 치료하며, 다른 방법이 실패했을 때 완전한 안도감을 제공하는 방법"이라고 설명했다.
그의 의료적 접근법은 환자들의 추천과 치료 과정의 세부 사항을 포함하면서 명성을 얻었다. 또한 그의 저서는 브라이튼에서 운영하는 독특한 목욕탕의 마케팅 도구로 사용되었으며, 19세기 초반 해변 스파 트렌드를 적극적으로 활용하였다.
유럽에서 초기 샴푸 사용이 시작될 당시, 영국의 헤어 스타일리스트들은 깎은 비누를 물에 끓여 허브를 첨가하여 모발에 윤기와 향을 더했다. 20세기 초부터 상업적으로 생산된 샴푸가 판매되기 시작했으며, 1914년 American Magazine의 광고에서는 젊은 여성들이 캠프에서 칸스로스(Canthrox) 샴푸로 머리를 씻는 모습이 등장했다. 같은 해, 렉솔(Rexall) 브랜드는 Harmony Hair Beautifier and Shampoo를 광고하기도 했습니다.
1900년 독일의 조향사이자 헤어 스타일리스트였던 요제프 빌헬름 라우슈(Josef Wilhelm Rausch)는 최초의 액체 형태 헤어 세정 비누를 개발하고 이를 "Champooing"이라 명명하였다. 이후 1919년에는 pH 8.5의 방부 성분이 포함된 캐모마일 샴푸를 개발하였다.
1927년 독일의 발명가 한스 슈바르츠코프(Hans Schwarzkopf)는 대량 생산이 가능한 액체 샴푸를 개발하였으며, 그의 이름은 유럽에서 널리 판매되는 샴푸 브랜드로 자리 잡았습니다.
원래 비누와 샴푸는 매우 유사한 제품이었으며, 둘 다 천연 계면활성제를 포함한 일종의 세정제 역할을 했다. 현대적인 샴푸는 1930년대에 처음 등장했으며, 드렌(Drene)이 최초로 비누 대신 합성 계면활성제를 사용한 샴푸였다.

### 인도네시아
초기 샴푸는 쌀의 겉껍질과 짚(메랑, merang)을 이용하여 제작되었다. 이러한 껍질과 짚을 태워 재로 만든 후, 알칼리성 성질을 가진 이 재를 물과 혼합하여 거품을 형성하였다. 이 거품을 머리카락에 문질러 세정한 후 헹구면 머리는 깨끗해졌으나 매우 건조했으며, 이에 따라 세정 후에는 머리카락의 보습을 위해 코코넛 오일을 도포하였다.

### 필리핀
상업용 샴푸가 판매되기 전부터 전통적으로 '구고(Gugo, Entada phaseoloides)'를 사용해 왔다. 샴푸는 구고 덩굴의 나무껍질을 물에 담가 불린 후, 이를 문질러 거품을 형성하여 두피를 효과적으로 세정하는 방식으로 제조되었다. 또한, 구고는 헤어 토닉의 원료로도 활용되었다.

### 북아메리카
콜럼버스 이전 시대의 북아메리카에서는 일부 아메리카 원주민 부족이 북미 지역에 자생하는 식물의 추출물을 샴푸 대용으로 사용하였다. 예를 들어, 현재 캘리포니아 해안 지역에 거주했던 코스타노안(Costanoan) 부족은 해안 우드펀(Coastal Woodfern, Dryopteris expansa)의 추출물을 머리 세정에 활용하였다.
미국에서 최초로 상업적으로 제조된 샴푸는 19세기 후반에 등장하였다. 19세기 중반까지 미국에서는 주로 비누를 이용해 머리를 감는 방식이 일반적이었으나, 유럽에서 개발된 액상 샴푸가 도입되면서 점차 변화가 시작되었다. 1890년대에 미국에서는 독일 출신 약사였던 하인리히 슈바르츠가 최초의 액상 샴푸를 상업화한 것으로 알려져 있으며, 이후 샴푸 시장이 점차 성장하였다.
미국 내에서 본격적인 샴푸 산업이 발전한 것은 20세기 초부터이며, 이 시기 다양한 성분과 효능을 갖춘 샴푸들이 출시되어 현대적 샴푸의 기틀을 마련하였다.

### 남아메리카
퀴노아는 조리하기 전에 곡물에 포함된 사포닌을 제거해야 한다. 콜럼버스 이전 시대의 안데스 문명에서는 이 비누 같은 부산물을 샴푸로 활용하였다.

### 일본
일본에서는 1926년에 쿠즈하라공업(葛原工業)에서 모던샴푸가 나왔지만 팔리지 않고, 1932년에 카오(花王)에서 개발한 카오샴푸가 발매되었다.

### 대한민국
대한민국에서는 샴푸가 처음 등장한 시기는 1967년 락희화학공업사(現 LG 생활건강)에서 개발한 ‘럭키 크림샴푸’가 최초의 국산 샴푸로 출시되었다. 당시에는 세정제로 주로 비누가 사용되었으며, 샴푸라는 개념 자체가 대중에게 널리 알려져 있지 않은 상태였다.
1970년대와 1980년대를 거치면서 생활 수준의 향상과 함께 서구식 미용 문화가 유입되었고, 이에 따라 샴푸 사용이 점차 일반화되었다. 이 시기에는 럭키(現 LG생활건강), 애경 등 주요 생활용품 제조사들이 다양한 샴푸 제품을 출시하며 시장에 본격적으로 진입하였다.
1990년대에 들어서는 시장 경쟁이 심화됨에 따라 탈모 방지, 두피 건강 개선 등 기능성 제품들이 등장하여 소비자의 선택 폭이 넓어졌다. 품질과 성능을 중시하는 경향이 강해졌으며, 샴푸는 단순한 세정제를 넘어 미용과 건강을 고려한 제품으로 발전하였다.
2000년대 이후에는 자연 유래 성분과 천연 샴푸, 약산성 샴푸 등 소비자의 건강과 환경에 대한 관심이 높아지면서 이러한 특성을 갖춘 제품들이 인기를 끌었다. 더불어 다양한 마케팅과 브랜드 경쟁이 활발하게 이루어지면서 시장은 더욱 세분화되었다.
최근에는 맞춤형 샴푸, 친환경 제품, 남성 전용 샴푸 등으로 시장이 다각화되고 있으며, K-뷰티의 세계적인 확산과 함께 한국산 샴푸 제품들이 해외 시장에서도 주목받고 있다.

## 위험성
일부 샴푸 성분은 접촉 알레르기를 유발할 수 있으며, 샴푸로 인한 접촉 알레르기는 널리 알려져 있다. 패치 테스트를 통해 환자가 알레르기를 갖고 있는 성분을 확인할 수 있으며, 이후 의사가 해당 성분이 포함되지 않은 샴푸를 찾는데 도움을 줄 수 있다. 현재 미국에서는 샴푸에 포함된 11가지 성분을 금지하고 있으며, 캐나다는 587가지, 유럽연합(EU)은 1,328가지 성분을 금지하고 있다.

## 성분
일반적으로 계면활성제를 물에 혼합하여 점도가 높고 걸쭉한 액체 형태로 제조된다. 이 과정에서 염화나트륨은 점도 조절제로 활용되며, 보존제와 향료 역시 필수적인 성분으로 포함된다.
이와 더불어 샴푸에는 다음과 같은 특성을 극대화하기 위한 다양한 성분들이 첨가된다.
- 첫째, 풍성하고 만족스러운 거품을 형성하며
- 둘째, 간편한 헹굼이 가능하도록 한다
- 셋째, 피부 및 눈에 대한 자극을 최소화하는 데 중점을 둔다
- 넷째, 진하고 크리미한 질감을 구현하며
- 다섯째, 기분 좋은 향기를 제공한다.

낮은 독성으로 안전성을 확보하고, 생분해성이 우수하여 환경에 미치는 영향을 최소화한다. 샴푸는 약산성(pH 7 이하)으로 제조되어 모발 및 두피 건강에 적합하다. 마지막으로, 모발 손상을 방지하고 손상된 모발의 회복에 도움을 주는 효과를 지닌다.
이와 같은 성분 및 특성들은 샴푸가 소비자의 기대에 부응하는 품질과 기능을 발휘하도록 설계되었음을 보여준다.

## 기능성 샴푸

### 비듬
화장품 회사들은 비듬이 있는 사람들을 위해 특별히 고안된 샴푸를 개발해 왔다. 이러한 제품에는 케토코나졸, 피리치온아연, 셀레늄 설파이드와 같은 항진균제가 포함되어 있으며, 이는 Malassezia furfur와 같은 곰팡이를 제거하여 헐거운 비듬(각질)의 생성을 줄이는 데 효과적이다.
콜타르 및 살리실산 유도체도 자주 함께 사용된다. 합성 항진균제의 사용을 피하고자 하는 이들을 위해 의약 성분이 포함되지 않은 대체 샴푸도 시판되고 있다. 이러한 제품들은 티트리 오일(Tea tree oil), 에센셜 오일(Essential oils) 또는 약초 추출물(Herbal extracts) 등을 주요 성분으로 사용한다.

### 염색모 전용 샴푸
많은 기업들은 염색모에 적합한 컬러 보호 전용 샴푸를 개발해 왔으며, 일부 제품은 제조사의 설명에 따르면 자극이 적은 세정 성분을 포함하고 있다. 염색모 전용 샴푸는 일반적으로 보습 기능을 강화한 샴푸의 한 유형으로 분류된다.

### 유아 및 어린이용 샴푸
눈에 들어갔을 때 자극이 덜하고 따가움이나 화끈거림이 적도록 특별히 제조된다. 존슨즈 베이비 샴푸는 더 이상 눈물 없음(No More Tears)이라는 문구를 내세워 광고한다. 이러한 효과는 다음과 같은 제형 전략을 통해 달성된다.
1. 제품이 머리 위에서 흘러내려 눈에 닿을 경우를 대비하여, 추가적인 희석 없이도 이미 일정 수준 희석된 상태가 되도록 설계하는 방식이다.
2. pH를 자극이 없는 눈물의 pH인 약 7 수준으로 조정하는 방식이다. 이는 피부나 모발 효과를 고려하여 조정된 일반 샴푸의 pH보다 높고, 비누 성분으로 제조된 샴푸의 pH보다는 낮은 수준에 해당한다.
3. 단독으로 또는 조합하여 사용할 경우, 일반 샴푸에 사용되는 계면활성제보다 자극이 적은 계면활성제를 사용하는 방식이다.
4. 폴리에톡실화된(Polyethoxylated) 합성 글리콜리피드 및 폴리에톡실화된 합성 모노글리세리드 형태의 비이온성 계면활성제를 사용하는 것은, 다른 계면활성제에 의해 유발되는 눈 따가움(자극)을 완화하면서도 알킬 폴리에톡실레이트나 알킬페놀 폴리에톡실레이트와 같은 성분이 유발할 수 있는 마취 효과는 발생시키지 않는다는 점에서 주목할 만하다.

앞서 4번에서 언급한 방식은 다른 성분에 의해 유발되는 눈 따가움을 완화하기 위해 특정 성분을 사용하는 것, 또는 이러한 방식으로 제조된 제품의 사용 자체에 대한 논란을 완전히 해소하지는 못한다. 3번과 4번에서 제시된 고려사항들은 일반 샴푸에 비해 유아용 샴푸 하나에 더 많은 종류의 계면활성제가 복합적으로 사용되는 결과를 초래하는 경우가 많다. 그에 따라 제품의 세정력이나 거품 생성력이 일정 부분 저하될 수 있다.
일반 샴푸에서 흔히 사용되는 단일 음이온계 설폰계 계면활성제나 점도를 높이거나 거품을 안정시키는 알카놀아마이드 성분은, 품질이 우수한 유아용 샴푸에서는 거의 사용되지 않는다.

### 무황산염 샴푸
천연 유래 성분으로 구성되며, 라우릴황산나트륨 및 라우레스황산나트륨을 함유하지 않는다. 이러한 샴푸는 대체 계면활성제를 사용하여 모발을 세정한다.

### 동물용 샴푸
벼룩이나 옴과 같은 기생충 감염 또는 피부 질환의 치료를 위해 살충제나 기타 의약 성분을 포함하고 있을 수 있으며, 이러한 제품은 절대로 사람에게 사용해서는 안 된다.
일부 사람용 샴푸 또한 동물에게 사용될 경우 해로울 수 있으며, 특히 유효 성분이나 의약 성분(예: 비듬 방지 샴푸에 포함된 아연 등)이 함유된 제품은 동물이 섭취할 경우 독성이 있을 수 있다.
따라서 사람용 헤어케어 제품을 반려동물에게 사용하는 것은 매우 주의해야 하며, 이러한 제품은 절대 사용해서는 안된다. 고양이는 털을 혀로 핥아 스스로 그루밍하는 습성이 있어, 유해 성분을 쉽게 섭취할 위험이 높아 각별한 주의가 요구된다.
반려동물용 샴푸, 개와 고양이를 위한 제품은 단순히 털이나 피부를 세정하는 데 그치지 않고, 보다 다양한 목적을 위해 특별히 설계된 경우가 많다. 이러한 샴푸 대부분은 피부 질환이나 알레르기 증상을 완화하거나, 벼룩 등의 기생충을 퇴치하기 위한 성분을 포함하고 있으며, 사람용 샴푸와는 다른 작용 기전을 갖는 성분들이 사용된다.
이들 성분 중 일부는 특정 질환의 치료에 효과적일 수 있으나, 제품의 사용은 반드시 수의사의 지시에 따라야 하며, 고양이에게 사용이 금지된 성분이 있거나, 잘못 사용할 경우 반려동물에게 해를 끼칠 수 있으므로 각별한 주의가 필요하다.
일반적으로 살충 성분을 포함한 반려동물용 샴푸에는 피레트린, 피레스로이드, 카바릴 등이 포함되어 있다. 이러한 성분들은 기생충 감염을 퇴치하기 위한 샴푸에 주로 사용된다.
진균성 샴푸는 효모균 또는 백선(링웜) 감염이 있는 반려동물에게 사용된다. 이들 샴푸에는 일반적으로 미코나졸, 클로르헥시딘, 포비돈 요오드, 케토코나졸 또는 셀레늄 설파이드 등의 성분이 포함된다. 셀레늄 설파이드는 고양이에게 사용할 수 없다.
세균 감염이 있는 반려동물은 항균 샴푸로 치료할 수 있다. 이들의 제품에는 일반적으로 벤조일 퍼옥사이드, 클로르헥시딘, 포비돈 요오드, 트리클로산, 에틸 락테이트, 또는 유황 등이 포함된다.
항소양성 샴푸는 아토피나 기타 알레르기 등으로 인한 가려움증을 완화하기 위한 제품이다. 이러한 샴푸에는 콜로이드 오트밀, 하이드로코르티손, 알로에베라, 프라목신 염산염, 멘톨, 디펜히드라민, 유황, 살리실산 등이 포함된다. 이 성분들은 염증을 줄이고, 질환을 치료하며, 증상을 완화하는 동시에 반려동물에게 편안함을 제공하는 데 목적이 있다.
지루성 샴푸는 비듬이 있거나 피지 분비가 과도한 반려동물을 위해 특별히 제조된 제품이다. 이러한 샴푸에는 유황, 살리실산, 정제 타르, 셀레늄 설파이드, 벤조일 퍼옥사이드 등이 포함된다. 이들은 모두 지루성 피부염, 과도한 피지 분비가 특징인 질환의 치료 또는 예방을 위한 목적을 가진다.
건성 비듬의 경우에는 유황 또는 살리실산이 포함된 샴푸를 사용함으로써 예방 및 치료가 가능하며, 이들 성분은 고양이와 개 모두에게 사용할 수 있다.
유연 샴푸는 피부에 유분을 보충하고, 건조하거나 가려운 피부 증상을 완화하는 데 효과적인 제품이다. 일반적으로 이들 샴푸에는 아몬드유, 옥수수유, 목화씨유, 코코넛유, 올리브유, 땅콩유, 아보카도유, 홍화유, 참기름, 라놀린, 미네랄 오일, 파라핀 오일 등이 포함된다.
유연 샴푸는 에몰리언트 성분을 고르게 분산시키기 위해 유화제와 함께 사용되는 경우가 많다. 이러한 유화제로는 세틸 알코올, 라우레스-5, 레시틴, PEG-4 디라우레이트, 스테아르산, 스테아릴 알코올, 카르복실산, 젖산, 요소, 락테이트나트륨, 프로필렌글리콜, 글리세린, 폴리비닐피롤리돈 등이 있다.

### 고형 샴푸바
1987년 러쉬의 공동 창립자인 모 콘스탄틴(Mo Constantine)과 화장품 화학자 스탠 크리스탈(Stan Krystal)에 의해 개발되었다. 고형 샴푸는 비누 기반일 수도 있고, 또는 식물 유래 계면활성제, 소듐 코코일 이세티오네이트 또는 소듐 코코 설페이트에 오일 및 왁스를 결합한 형태일 수도 있다.
비누 기반 고형 샴푸는 일반적으로 pH가 높아(알칼리성), 사람의 모발과 두피가 가진 약산성의 pH와 차이가 있다. 알칼리성 pH는 모발 섬유 사이의 마찰을 증가시켜, 큐티클 손상을 유발하고, 그로 인해 모발이 거칠게 느껴지거나 두피가 건조해질 수 있다.

### 젤리 & 젤
과거에는 단단하고 흐르지 않는 투명 젤 타입의 샴푸가 튜브에서 짜서 사용하는 형태로 인기를 끌었던 시기가 있었다. 이러한 샴푸는 점도를 높이는 방식으로 제조되며, 흘러내리지 않는 장점이 있다.
이러한 제형의 샴푸는 고체처럼 쏟아질 염려는 없지만, 젖은 피부나 모발 위에서 미끄러져 배수구로 흘러들 수 있기 때문에 완전히 손실을 방지할 수는 없다.

### 페이스트와 크림
페이스트형 또는 크림형 샴푸는 과거에 병이나 튜브 형태의 용기에 담겨 시판되었다. 이들 제품은 촉촉하지만 완전히 액상으로 녹아 있는 상태는 아니었으며, 고체형 샴푸보다 빠르게 도포할 수 있고, 물과 접촉 시 빠르게 용해되는 특성을 지니고 있었다.

### 항균
수의학 분야에서 다양한 질환의 치료를 위해 자주 사용되며, 사람의 경우에도 일부 외과 수술 전 피부 소독을 목적으로 사용되기도 한다.

## 점유
전 세계 샴푸 시장에서 특정 기업이 80~90%의 점유율 유지하고 있으나, 여러 글로벌 브랜드들이 점유율을 나누어 갖고 있기 때문입니다.

## 어원
인도의 힌디어로 chāmpo에서 어원하였고, 무굴 제국의 비하르 주변에서 행해지던 향유를 사용한 두피 마사지를 의미한다.

## 같이 보기
- 샤워 젤(en:Shower gel, 샤워크림, 바디워시)
- 헤어 컨디셔너(린스라고도 하나 이것은 콩글리쉬 표현이다)
- 노 푸(No Poo Movement)
- 머리감기